# Zosterophyllopsida
Zosterophyllopsida — вимерлий клас плауноподібних рослин. Клас виник у кінці силуру та досяг розквіту у девоні. У карбоні Zosterophyllopsida невідомі.

## Опис
Zosterophyllopsida близькі до риніофітів, від яких відрізнялися боковим розташуванням спорангіїв. Для більшості Zosterophyllopsida було характерне дихотомне розгалуження, деякі гілкувалися псевдомоноподіально, кінцеві гілочки розвивалися розкручуючись. Протостела екзархна, часто еліптична в поперечному перерізі, масивніша, ніж у риніофітів. Спорангії ниркоподібної до кулястої форми, розташовувалися латерально по стеблу або на коротких відгалуженнях, нерідко були зібрані в стробілоподібні утворення. При дозріванні спор спорангій розкривався двома стулками, уздовж щілини часто було потовщення.
Переважно рівноспорові, лише роди Barinophyton і Protobarinophyton відрізнялися наявністю в спорангіях великих і дрібних спор.
У будові присутні кілька важливих загальних ознак, що характерні для плаунів: екзархна протостела і бічні ниркоподібні спорангії. На відміну від плаунів, Zosterophyllopsida не мали листя, замість них у цих рослин були різного типу бічні відростки стебла, які, мабуть, служили для збільшення фотосинтезуючої поверхні.

## Систематика
Систематика класу не є чіткою. Окремі Роди виокремлюють з групи як базальні плауноподібні. Немає також загальноприйнятого поділу на родини та порядки.
До класу різні автори включають такі роди:
- Adoketophyton
- Anisophyton
- Barinophyton
- Bathurstia
- Crenaticaulis
- Danziella
- Deheubarthia
- Demersatheca
- Discalis
- Distichophytum
- Gosslingia
- Gumuia
- Hicklingia
- Hsua
- Huia
- Konioria
- Macivera
- Nothia
- Oricilla
- Protobarinophyton
- Sawdonia
- Serrulacaulis
- Tarella
- Thrinkophyton
- Trichopherophyton
- Ventarura
- Wenshania
- Zosterophyllum